# Tempel von Tarxien

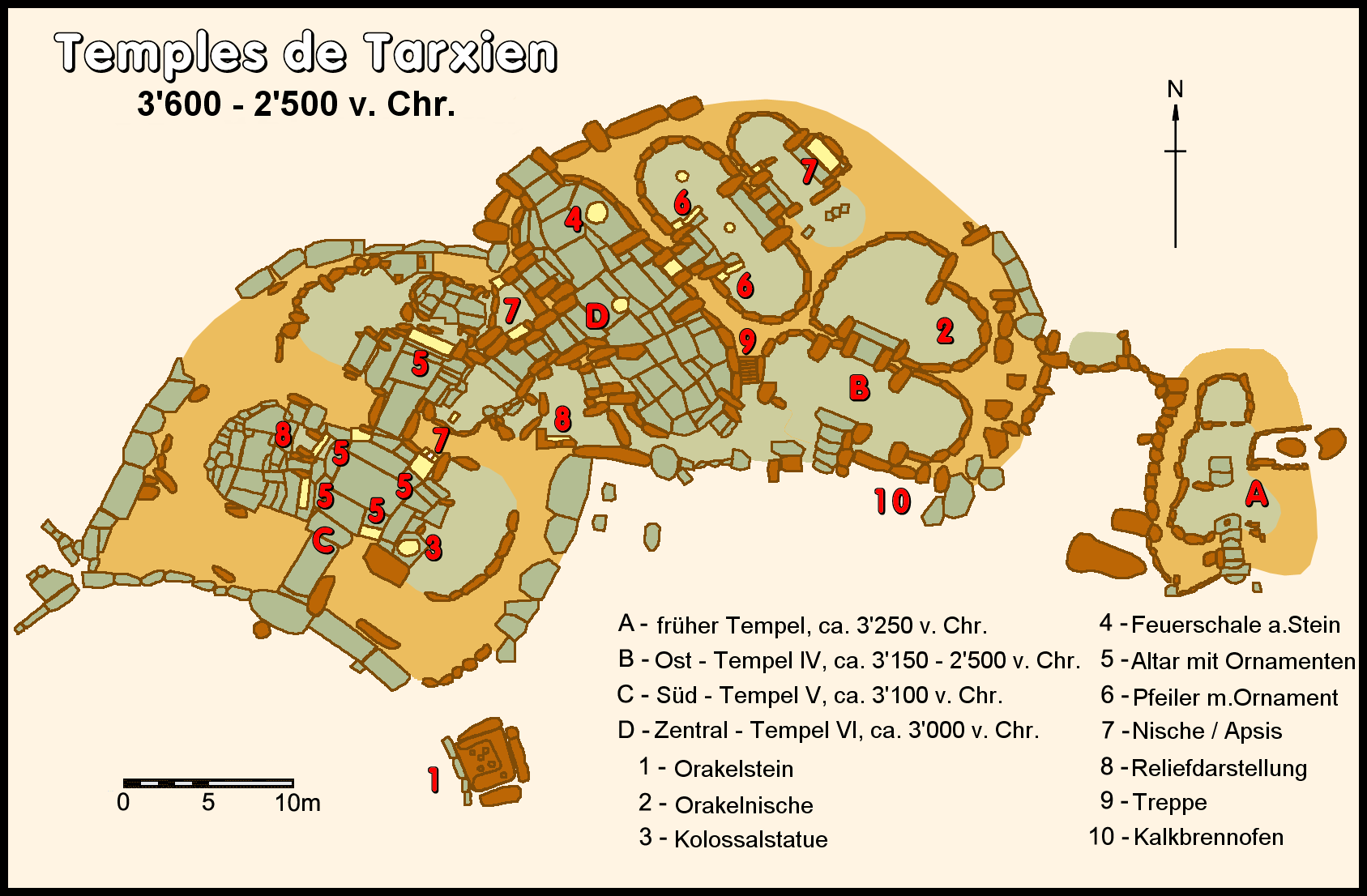
Plan der Tempel von Tarxien

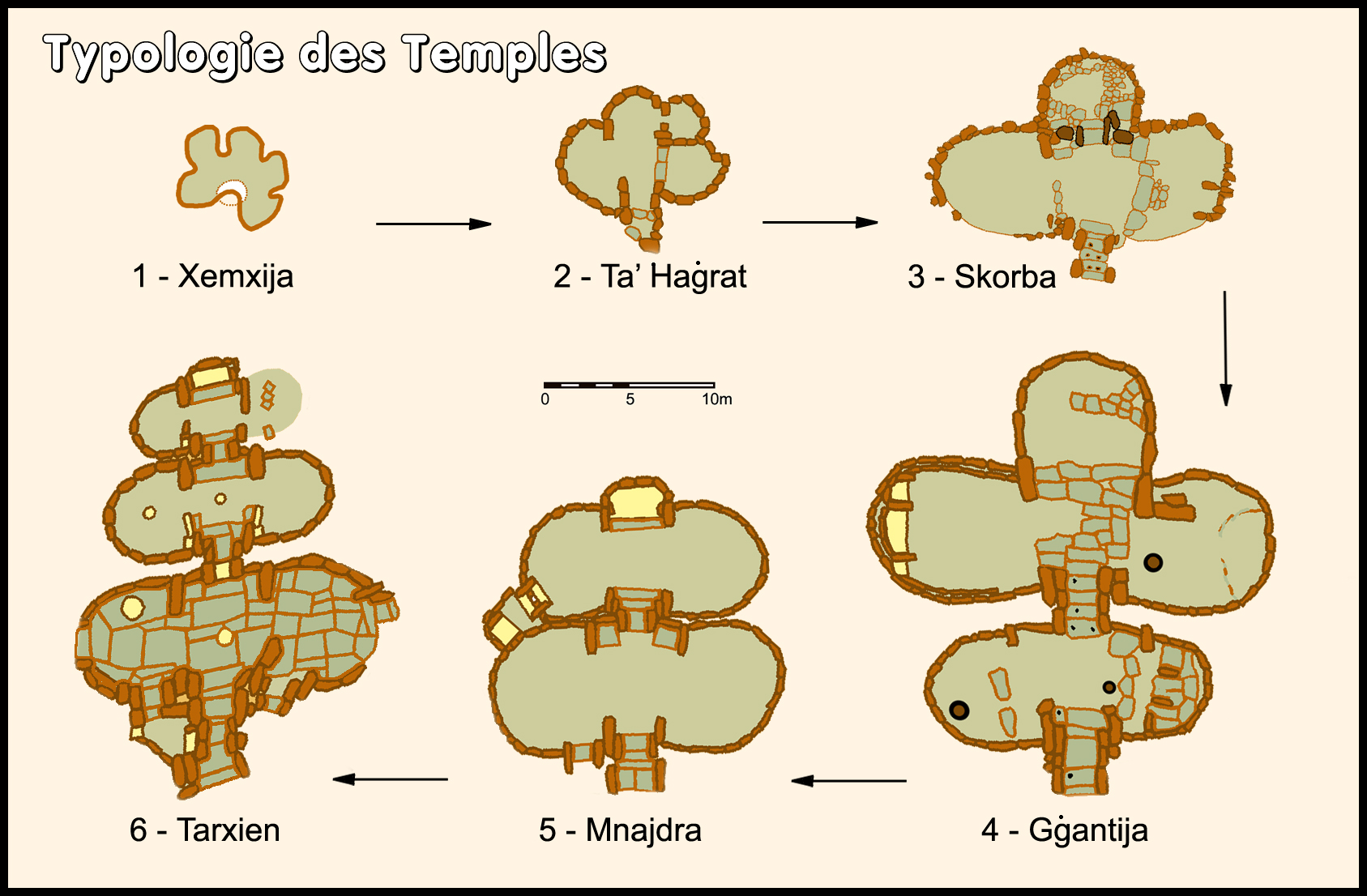
Evolution der maltesischen Sakralarchitektur vom Felsengrab von Xemxija zum Tempel von Tarxien

Die Tempel von Tarxien (Aussprache [ˈtarʃiɛn]) in Tarxien auf Malta wurden ab ca. 3250 v. Chr. bis 2500 v. Chr. errichtet. Die Anlage aus der Jungsteinzeit ist seit 1992 Teil der UNESCO-Welterbestätte „Megalithische Tempel von Malta“ und wurde in das Nationale Inventar der Kulturgüter der maltesischen Inseln aufgenommen.

## Beschreibung

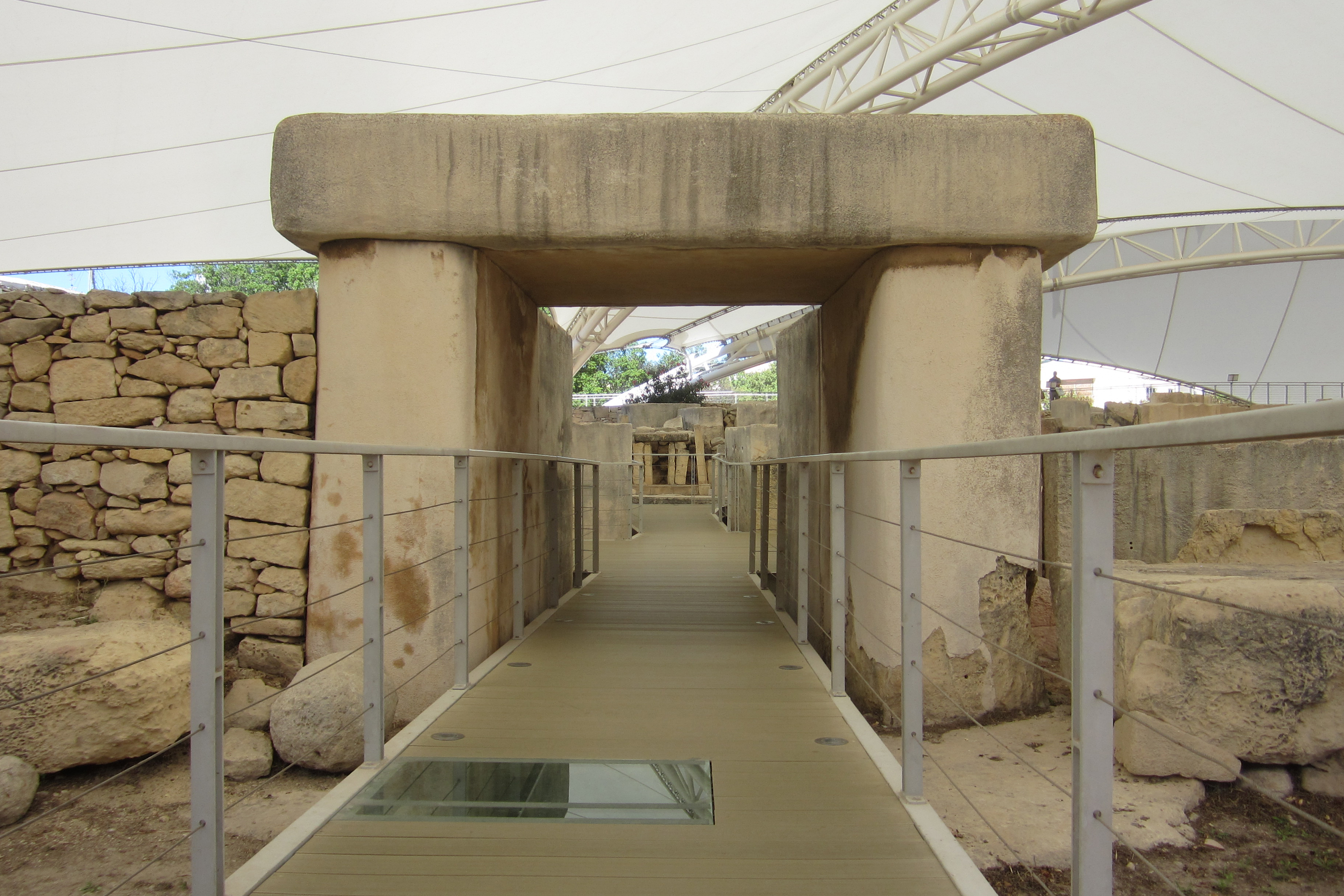
Blick durch das Trilith-Portal des südlichen Tempels, rekonstruiert in den 1950er Jahren.

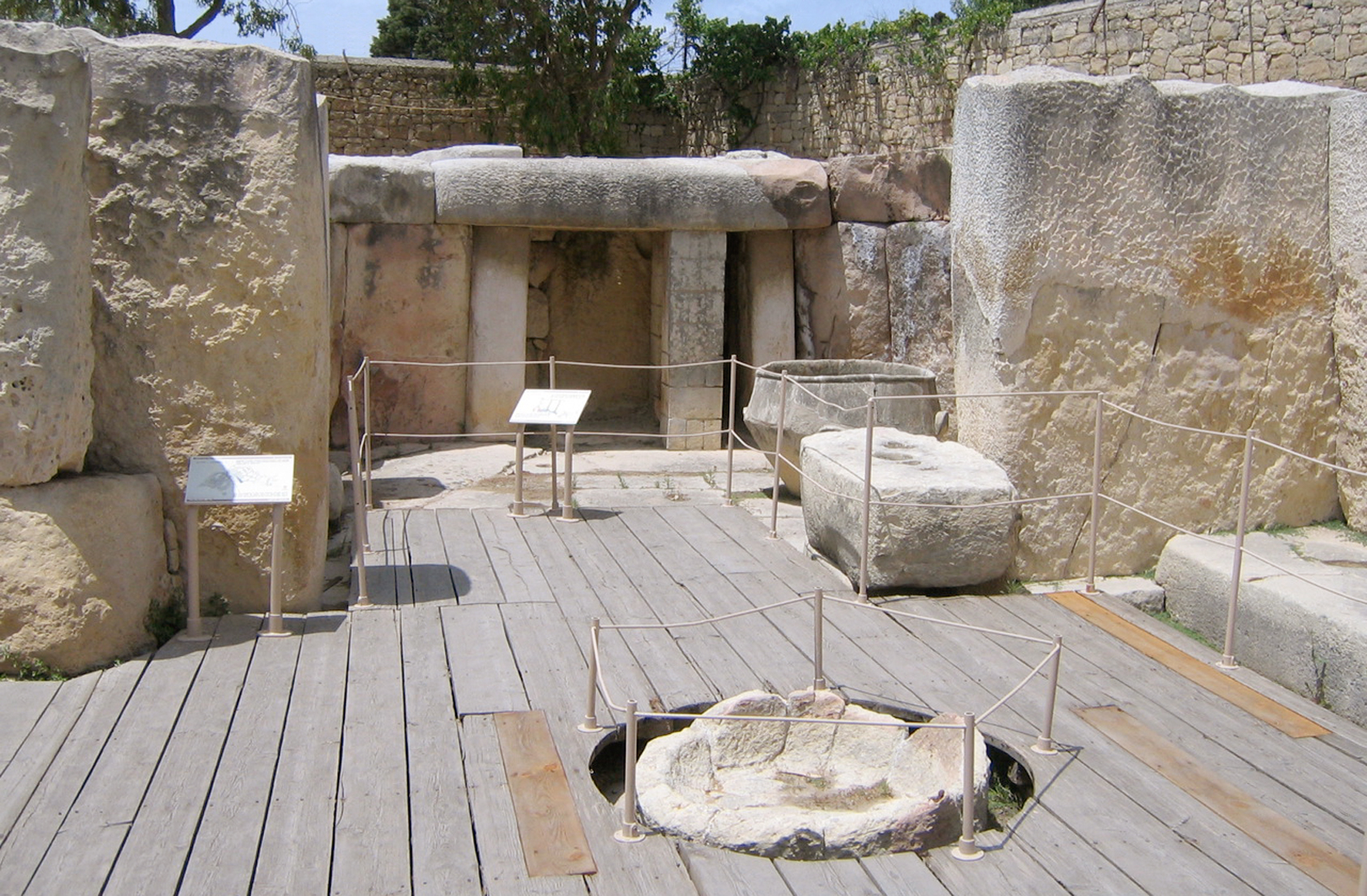
Tempel von Tarxien (Innenbereich mittlerer Tempel, der erste Quertrakt von Südosten)

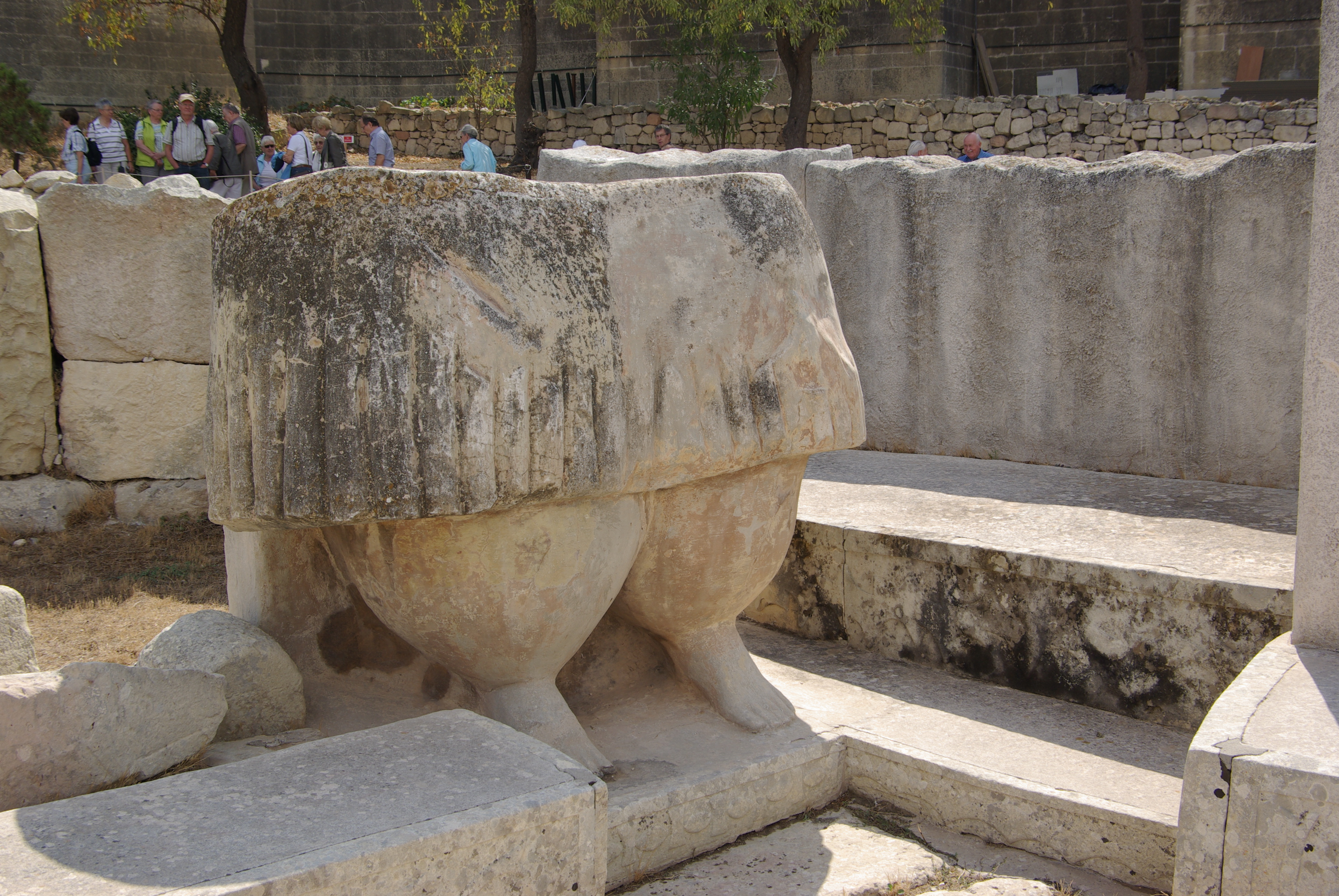
Die Kolossalstatue, genannt „Magna Mater“

Die Tempelanlage von Tarxien besteht aus vier einzelnen, aufeinander folgenden und baulich miteinander verbundenen Tempeln. 1956 wurde die gesamte Anlage umfassend saniert. Der Haupteingang ist ein im Zuge der Rekonstruktion entstandener Nachbau. Gleichzeitig wurden viele verzierte Steinblöcke durch Kopien ersetzt und die Originale in das Archäologische Museum von Valletta verlagert, um sie vor Verwitterung zu bewahren. Der erste Tempel entstand ungefähr 3100 v. Chr. Er ist der am reichsten verzierte Tempel auf Malta. Der mittlere Tempel wurde etwa 3000 v. Chr. errichtet. Er ist dadurch einzigartig, dass er, anders als der Rest der maltesischen Tempel, drei symmetrische Apsidenpaare anstelle der üblichen ein oder zwei Apsidenpaare aufweist. Der östliche Tempel entstand um 3100 v. Chr. Die strukturellen Reste eines weiteren, kleineren und älteren Tempels, dessen Entstehungszeit auf 3250 v. Chr. datiert wurde, sind im Osten zu finden.
Die Außenmauern der Tempel bestehen aus hartem Korallenkalkstein, der schwer zu bearbeiten war. Die inneren Mauern bestehen aus bis zu 20 t schweren Blöcken aus Globigerinen-Kalkstein. Auch Statuen, Reliefs, Altäre und Schreine wurden aus dieser weichen Kalksteinart geschlagen. Von besonderer Bedeutung ist das aufwändige Natursteinmauerwerk mit den Reliefdarstellungen von Haustieren, die sich auf Altären und Steinplatten befinden und mit abstrakten spiralförmigen Motiven und anderen Mustern verziert wurden. Beispielhaft für die handwerklichen Fähigkeiten der Erbauer ist ein Relief, das sich im Mauerdurchgang zwischen dem südlichen und dem zentralen Tempel befindet und einen Stier sowie eine Sau darstellt. In den Tempeln wurden auch viele Schmuckstücke sowie Statuetten und Tongefäße gefunden. Es wird ein Zusammenhang mit der nahegelegenen Hypogäum von Ħal-Saflieni vermutet. Demnach könnte die Anlage von Tarxien ein Tempel für die Lebenden und das Hypogäum, in dem Überreste von 7000 Skeletten gefunden wurde, ein Tempel und zugleich Begräbnisstätte für die Toten gewesen sein.

### Funktion und Konstruktion in der Jungsteinzeit
Bei den Ausgrabungen wurde festgestellt, dass die Tempelanlagen hauptsächlich für Tieropfer genutzt wurde. Tarxien ermöglicht seltene Einblicke in die Art und Weise des Aufbaus der Megalithanlagen von Malta, da in der Nähe des südlichen Tempels Steinrollen gefunden wurden. Anzeichen von Kremation in der Mitte des südlichen Tempels lieferten Hinweise auf die Verwendung der Anlage als bronzezeitlicher Grabplatz.

## Entdeckung

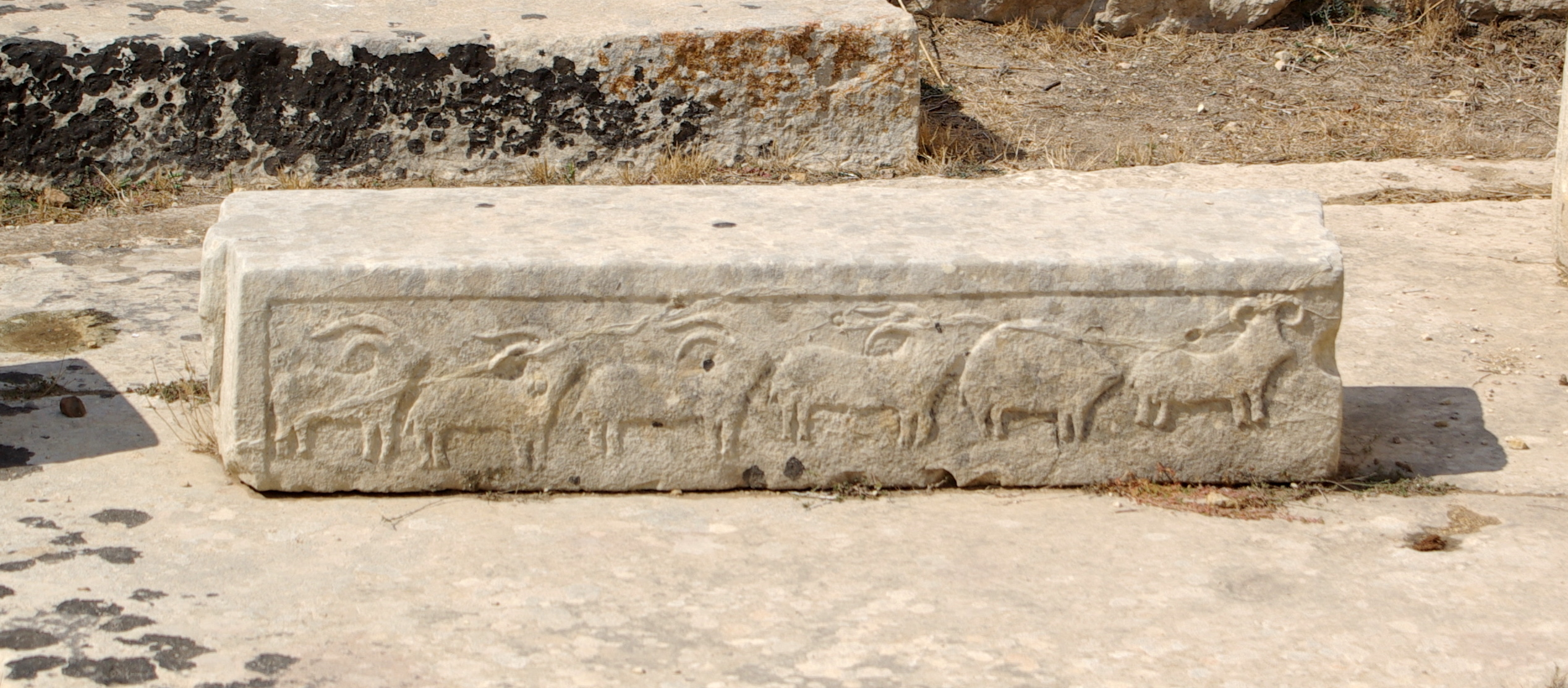
Ein Relief mit den Darstellungen von Ziegen und einem Schwein von einem der Tempel von Tarxien.

Die großen Steinblöcke wurden 1914 von Landwirten beim Pflügen entdeckt. Nach der ebenfalls zufälligen Entdeckung des nahe gelegenen Hypogäums vermutete der Eigentümer des Grundstücks, dass die großen Steine, die durch die Pflüge der Landarbeiter angeschlagen worden waren, eine archäologische Bedeutung besitzen könnten. Er setzte sich mit dem Direktor des nationalen Museums, Themistocles Zammit, in Verbindung, der schon bei einer ersten Ortsbesichtigung zu graben begann und das Zentrum der Tempelanlage entdeckte. Zammit fand eine Anlage, die durch ein Halbrund behauener Steine von enormer Größe gebildet wurde und einer Apsis glich. Über einen Zeitraum von drei Jahren führte Zammit mit Hilfe der ortsansässigen Landwirte und zusätzlicher Arbeitskräfte aus der Stadt ein Ausgrabungsprojekt durch, das es in diesem Umfang auf Malta bisher noch nicht gegeben hatte. Bis 1920 hatte Zammit fünf unterschiedliche, miteinander verbundenen Tempel identifiziert und restauriert, und eine bemerkenswerte Sammlung von Kunstwerken zusammengetragen. Darunter ist die berühmte, ursprünglich etwa 3 m hohe Statue der „Magna Mater“, die Darstellung einer Muttergöttin oder eines Fruchtbarkeitssymbols, von der jedoch nur die untere Hälfte erhalten ist. Viele einzigartige Zeugnisse des prähistorischen künstlerischen Erbes Maltas gehören zu dieser Sammlung von Themistocles Zammit.

## Bedeutung
Die Entdeckung des Tempelkomplexes trug zur Entwicklung der nationalen Identität Maltas bei und bestätigte die Existenz einer alten Kultur auf der Insel. Durch die Entdeckungen wurde das öffentliche Interesse an Maltas historischen Schätzen geweckt und die Notwendigkeit erkannt, ein Management für die Bewahrung der Kunstschätze zu bilden und Gesetze zu ihrem Schutz zu erlassen. Gleichzeitig begründeten die Ausgrabungsmethoden Zammits eine neue, wissenschaftliche Archäologieauffassung.

## Eponyme
Der Asteroid (56329) Tarxien wurde 2004 nach der Anlage benannt.